# MiSide
MiSide — приключенческая компьютерная игра с элементами хоррора в аниме-стилистике от российских инди-разработчиков AIHASTO. Бета-версия игры вышла 18 августа 2023 года, а официальный релиз состоялся 11 декабря 2024 года. По сюжету MiSide главный герой перемещается внутрь мобильной игры про девушку по имени Мита.

## Игровой процесс
Основную часть игрового процесса представляет собой приключение от первого лица внутри симуляции. Место действия — виртуальная квартира Миты в разных версиях игры, а также аномальные места и участки за границами «игровой карты». Игрок изучает виртуальный мир мобильной игры, решает головоломки, манипулирует предметами. В качестве побочных активностей в MiSide присутствует множество мини-игр: в некоторых из них главный герой соревнуется с Митами, в другие же играет в одиночку (например, в игровые автоматы). По ходу развития сюжета изучение комнат и выполнение простых поручений сменяются стелсом и хоррором. В мире MiSide встречаются разные версии Миты, каждая из которых отличается внешностью и обладает своим собственным характером. В качестве нарративного элемента активно используется разрушение четвёртой стены.
В будущем планируется выход полноценного мирного режима, который активируется, если игрок решит остаться внутри игры несмотря на все странности Миты. В данный момент он находится в разработке.

## Сюжет
Главный герой — парень (по умолчанию его зовут Игрок 1, но пользователь может выбрать любое имя) — получает на свой смартфон приложение MiSide, отправленное неким M.K. В нём необходимо ухаживать за женским персонажем по имени Мита. Само приложение представляет собой 2D-игру в жанре симуляции жизни/мобильного тамагочи с видом сверху. После того, как игрок достигает 37-го игрового дня, Мита неожиданно изъявляет желание встретиться с ним лицом к лицу. Когда он поднимает взгляд от смартфона, то оказывается в 3D-версии игрового мира, сидя на диване в виртуальной квартире, где встречает Миту лично. Всё ещё находясь в недоумении, игрок проводит время с виртуальной девушкой, играя в консольные игры и выполняя рутинные действия. Постепенно он замечает ряд странностей в квартире. В конце концов, он слышит шум из шкафа, а Мита пытается помешать ему заглянуть туда.
Когда игрок всё-таки пытается открыть шкаф, Мита щёлкает пальцами, комната погружается во тьму, а девушка начинает охоту за героем. Игрок находит ключ от двери в шкафу, которая ведёт его в подвал, где он встречает в клетке добрую версию Миты. Она даёт игроку кольцо, которое должно указать ему путь к свободе, и объясняет, что Мита, с которой он встретился раньше, является безумной версией, похищающей людей в игру и превращающей их в картриджи. Добрая Мита утверждает, что нужно добраться до «ядра» — комнаты с главной консолью управления игровым миром, чтобы перезагрузить Безумную Миту, тем самым убив её текущую версию и стерев все её воспоминания.
Игрок освобождает Добрую Миту, сбегает из квартиры Безумной Миты и продолжает своё путешествие по виртуальной реальности к более ранним версиям игры, по пути встречая другие версии Миты. Они имеют свой характер (например, есть весёлая и гиперактивная Мита в кепке, очень сонная Мита, уменьшенная моделька Миты и так далее), а некоторые — ошибки в коде. Главный герой узнаёт, что внутри игры постоянно генерируются новые виртуальные модели Миты из прототипов-манекенов, а забагованные манекены отправляются на свалку.
Главному герою удаётся добраться до ядра и запустить перезагрузку Безумной Миты, но позже он обнаруживает, что на самом деле Безумная Мита осталась не затронута перезагрузкой, поскольку она является бракованным манекеном под оболочкой одной из Мит, а её дома и версии просто не существует. Всё это время она сканировала игрока и постепенно загружала его в картридж. Безумная Мита заявляет, что «живым игрок ей больше не нужен». После того, как игроку удаётся сбежать, он удаляет приложение со своего смартфона, но игра начинает зависать. В самом финале Безумная Мита открывает сейф в подвале и извлекает портативную консоль. Затем она вынимает картридж, на котором написано имя игрока.
Помимо основной концовки, есть ещё две альтернативных, доступных после прохождения заглавной истории:
- Если игроку удастся открыть сейф в подвале, он найдёт консоль из основной концовки и извлечёт картридж, что убьёт его (поскольку извлечение картриджей из консоли, пока она ещё включена, приведёт к мгновенной смерти игроков, находящихся в игре).
- Если игрок решит не открывать шкаф, активируется мирный режим (пока он находится в разработке), и Безумная Мита перестанет быть враждебной. Однако для достижения этой цели необходимо выполнить следующие условия: пройти игру на обычную концовку, спокойно проводить с Митой время, не обращать внимания на странности.

## Разработка
MiSide была разработана компанией AIHASTO — командой из двух российских независимых разработчиков инди-игр: MakenCat и Umeerai. Озвучкой персонажей на русском языке занималась команда по озвучиванию аниме DreamCast. На японском языке Миту озвучивала сэйю Кана Ханаива, известная по роли Лилии Кацураги в игре Gakuen Idolmaster.
Ранняя демоверсия игры была опубликована на itch.io в июле 2023 года. Обновлённая демоверсия, в которой добавили фоновую музыку и русскую озвучку, была опубликована в Steam 18 августа 2023 года.

## Реакция
| Русскоязычные издания | Русскоязычные издания |
| Издание               | Оценка                |
| --------------------- | --------------------- |
| StopGame.ru           | Изумительно           |

MiSide получила более 10 000 отзывов в Steam за неделю после релиза, с рейтингом 98 % («крайне положительные» оценки). Обозреватели отметили сочетание психологического хоррора с милой и успокаивающей атмосферой, увлекательным повествованием и захватывающим игровым процессом в качестве ключевых преимуществ. Так, Алексей Ольховский из VK Play назвал рецептом успеха MiSide колоритных персонажей и интересный сюжет, способствующий построению фанатских теорий, в качестве минусов отметив простоту истории и отсутствие мирного режима и реиграбельности на момент выпуска. Кирилл Волошин из издания StopGame.ru назвал игру в положительном смысле манипулятивной, интригующей игроков, а из недостатков указал отсутствие нелинейности и невычитанность текста, поставив MiSIde высшую оценку «Изумительно». Дарья Щеглова, автор VGTimes, отметила, что MiSide — это очаровательная игра, которая способна и напугать, и вызвать улыбку. По её словам, в этой игре каждая деталь выполнена с любовью, что делает её настоящим подарком для индустрии. Итан Гач из Kotaku объяснил быстрый успех игры её популярностью в социальных сетях, распространением видеоклипов, освещением у известных стримеров, таких как Markiplier, а также высоким интересом после положительно принятой демоверсии 2023 года.